# Велика награда Мађарске 2000.
Велика награда Мађарске 2000 (званично XVI Marlboro Magyar Nagydíj) трка је формуле 1, одржана 13. августа 2000, на стази Хунгароринг, близу Будимпеште, Мађарска. Дванаеста је трка у оквиру сезоне 2000 и 18 трка за Велику награду Мађарске. Одржана је након Велике награде Њемачке, а прије Велике награде Белгије.
На стази укупне дужине 306,075 km, гдје је вожено 77 кругова, побиједио је возач Макларен–Мерцедеса – Мика Хекинен, који је стартовао са трећег мјеста мјеста. На другом мјесту завршио је возач Ферарија, Михаел Шумахер, који је стартовао са пол позиције, док је на трећем мјесту завршио Дејвид Култард, возач Макларен–Мерцедеса.
Хекинен је на старту обишао Шумахера и Култарда, водио је до краја и остварио трећу побједу у сезони, осам секунди испред Шумахера, који је завршио пола секунде испред Култарда. Након трке, Хекинен је преузео вођство у шампионату, два бода испред Шумахера и шест испред Култарда. У конкуренцији конструктора, Макларен је преузео вођство, бод испред Ферарија.

## Извјештај

### Позадина
На трци је учествовало 11 тимова са по два возача. Тимови (такође познати као конструктори) који су учествовали су: Макларен–Мерцедес, Ферари, Џордан, Јагуар, Вилијамс, Бенетон, Прост, Заубер, Ароу, Минарди и БАР. Снадбијевач гума за формулу 1, Бриџстон, донио је на трку двије компоненте гума за суво вријеме, меке и екстра меке.
Прије трке, возач Ферарија, Михаел Шумахер био је лидер шампионата са 56 бодова, испред возача Макларена, Мике Хекинена и Дејвида Култарда, који су били изједначени на другом и трећем мјесту са по 54 бода. Рубенс Барикело био је на четвртом мјесту са 46 бодова, испред Ђанкарла Физикеле са 18. У конкуренцији конструктора, Ферари је био лидер са 102 бода, четири испред Макларена. Вилијамс је био на трећем мјесту са 22 бода, испред Бенетона са 18 и БАР-а са 12. Макларен и Ферари су доминирали шампионатом, побиједивши на свих 11 претходних трка. Од возача из других тимова, на подијуму су завршавали Физикела на другом мјесту и Ралф Шумахер и Хајнц Харалд Френцен на трећем мјесту.
Након Велике награде Њемачке, одржане 30. јула, шест тимова је одржало сесије тестирања на стази Рикардо Тормо, у периоду од 3. до 5. августа. Тест возач Макларена, Оливер Панис, био је најбржи првог дана, испред Хекинена. Возач Заубера, Педро Диниз имао је проблема са цурењем уља, што је лимитирало вријеме за тестирање. Култард је био најбржи другог дана, док је Физикела поставио најбоље вријеме трећег дана. Александер Вурц је излетио са стазе и ударио у баријере, због чега је повриједио десну ногу и одвезен је у медицински центар на стази, након чега је транспортован у локалну болницу. Вурц се опоравио дан прије трке и могао је да вози. Ферари је провео пет дана тестурајући болид на стази Фјорано, гдје су се концентрисали на аеродинамику, док је тест возач био Лука Бадер. Другог дана придружио му се Барикело, док је Шумахер тестирао болид од четвртог дана. Бадер и Шумахер су провели додатна два дана на стази тестурајући болид.
Након што је три претходне трке заредом морао да напусти, укључујући и судар у првом кругу на Великој награди Аустрије, Шумахер је изјавио да му је циљ у Мађарској да избјегне инциденте у првом кругу и да заврши у зони бодова, додавши да је убијеђен да ће се Ферари показати добро на стази. Барикело је изјавио да је добио подршку од директора Ферарија, Луке Кордера ди Монтеземолоа да настави да се бори за побједе и шампионат, упркос томе што је Монтеземоло у медијима изјавио да ће Барикело помоћи Шумахеру у борби за титулу.
Возач Проста, Жан Алеси, осјећао се добро пред трку. На претходној трци у сезони, Алеси је доживио тежак судар са возачем Заубера, Педром Динизом, након чега је имао вртоглавицу и повраћао је. Тест возач тима, Стефан Саразин, био је спреман да замијени Алесија у случају да не буде могао да вози. Алеси је рекао да је спреман да вози поново, изјавивши: „Прошло је неколико дана прије него сам стварно почео да се опорављам, али сада спавам и осјећам се много боље“.
Прије трке, неки тимови су направили промјене на болидима. Макларен је представио нову аеродинамику, са намјером да повећа снагу возила. Такође су представили ново предње крило. БАР је представио нови систем за хлађење, док је Ферари представио нову аеродинамику, сличну оној коју су користили на Великој награди Монака, као и модификовану верзију ауспуха.

### Тренинг и квалификације
Четири сесије тренинга одржане су прије недељне трке, по двије у петак и суботу. Сесије одржане у петак, ујутру и послије подне, трајале су по сат времена. Сесије одржане у суботу ујутру трајале су 45 минута. Сесије у петак одржане су по сувом времену. Михаел Шумахер је био најбржи у првој сесији, са временом од 1:20.198, скоро шест десетинки испред Барикела. Еди Ирвин је остварио треће вријеме, испред Ралфа Шумахера и Физикеле. Возач БАР-а, Жак Вилнев, завршио је шести, док су топ десет комплетирали Јарно Трули, Диниз, Мика Сало и Џенсон Батон. У другој сесији, Дејвид Култард је био најбржи, са временом од 1:18.792, испред Хакинена. Возачи Ферарија, Михаел Шумахер и Рубенс Барикело  остварили су треће и четврто вријеме, испред Трулија, док су топ десет комплетирали Ђанкарло Физикела, Ралф Шумахер, Џенсон Батон, Френцен и Ирвин. У трећој сесији, Барикело је био најбржи, са временом од 1:18.268, стотинку испред Култарда. Френцен је поставио треће најбоље вријеме, испред Михаела Шумахера и Хекинена. Шести је завршио Ралф Шумахер, док су топ десет комплетирали Сало, Батон, Трули и Физикела. У последњој сесији, Михаел Шумахер је био најбржи, са временом од 1:17.395, испред Култарда и Барикела. Френцен је поставио четврто најбоље вријеме, Ралфа Шумахера и Хекинена, док су топ десет комплетирали Трули, Физикела, Сало и Дениз.

„Одушевљен сам што сам на пол позицији. Дошли смо овдје пуни самопоуздања и надам се да ћемо отићи одавде сјутра са истим самопоуздањем. Први циљ ми је да завршим и онда смо у доброј позицији за побједу. За старт, мислим да смо се побољшали након тренинга прошле недеље. Али и даље вам је потребно мало среће, са толико коњских снага и малих захвата. Ово је захтјевна стаза за вожњу без одмора за возача, са много кривина и неколико испупчења. То чини тешким наћи најбоља подешавања за трку, али ја сам срећан са мојим аутомобилом. Квалификације су једна ствар, али трка је друга и ја желим да остварим добар резултат. Прави одговор ће доћи сјутра“.

Михаел Шумахер, након освајања пол позиције.
Квалификације су одржане у суботу послије подне, трајале су сат времена. Сваки возач је био ограничен на 12 кругова, док се стартни поредак на трци одређује на основу најбржих кругова. Током сесије, важило је правило 107%, којим је предвиђено да сваки возач мора бити унутар 107% времена најбржег круга да би се квалификовао за трку. Сесија је одржана по сувом времену. Михаел Шумахер је био најбржи и остварио је 28 пол позицију у каријери, четврту у Мађарској, са временом од 1:17.514. На другом мјесту квалификовао се Култард, који је био три десетинке спорији од Михаела Шумахера. Трећи је завршио Хекинен, који је истакао да је тим направио промјене у подешавањима болида, након што није био задовољан у претходној сесији. Ралф Шумахер се квалификовао на четвртом мјесту и истакао је да је задовољан примјеном аеродинамике. Барикело је завршио пети, након чега је изјавио да га је Култард спријечио да постави брже вријеме. Френцен се квалификовао на шестом мјесту, док су топ десет комплетирали Физикела, Батон, Сало и Ирвин. Вурц је завршио на 11 мјесту, двије десетинке иза Ирвина, док се Трули квалификовао на 12 мјесту, испред Диниза, Алесија, Педра де ла Росе и Вилнева. Џони Херберт је квалификације завршио на 17 мјесту, након што се окренуо на стази у финишу. Слиједили су Зонта, Ник Хајдфелд и Јос Верстапен, док су последње позиције заузели возачи Минардија, Марк Гене и Гастон Мазакане.

### Трка
Возачи су изашли на стазу у 9:30 по средњоевропском љетњем времену, за сесију загријавања. Култард је остао најбржи, са временом од 1:19.261. Други и трећи били су возачи Ферарија, Михаел Шумахер и Барикело. Хекинен је завршио четврти, секунду иза Култарда.
Трка је стартовала у  14:00 по локалном времену. Вријеме прије почетка трке било је сунчано и суво, температура ваздуха била је 32 °C (90 °F), док је температура стазе износила 34—44 °C (93—111 °F); очекивано је да услови остану исти током цијеле трке. Прије старта, мјењач на болиду Мазаканеа се покварио, због чега је морао да стартује у резервном болиду. Херберт је такође планирао да користи резервно возило, јер је његов имао проблема са уљем, што је отклоњено прије почетка. Хекинен је имао добро убрзање на старту, обишао је Култарда и Михаела Шумахера у првој кривини и преузео вођство. Култард је затим одбранио треће мјесто након напада Ралфа Шумахера, док су се Вилнев и Де ла Роса сударили у борби за 15 мјесто. Вилнев је морао у бокс на промјену предњег крила, док је Верстапен отишао на промјену задње лијеве гуме. На крају првог круга, Хекинен је био лидер, док су слиједили Михаел Шумахер, Култард, Ралф Шумахер, Барикело, Френцен, Физикела, Ирвин, Вурц, Сало, Диниз, Трули, Алеси, Херберт, Зонта, Хајдфелд, Верстапен, Гене, Мазакане, Вилнев и Де ла Роса. Хекинен је одвезао неколико најбржих кругова заредом и стекао предност испред Михаела Шумахера.
Физикела је направио грешку у осмом кругу и изгубио је двије позиције. Алеси је отишао у бокс у деветом кругу због проблема са системом за управљање, вратио се на стазу на последњем мјесту, али је два круга касније морао да напусти трку. Физикела је отишао широко у 12 кругу и обишао га је Херберт за 13 мјесто. Три круга касније, Физикела је морао у бокс због проблема са кочницама и на стазу се вратио на 19 мјесту. Хекинен је повећао предност на седам секунди до 19 круга, док је Култард заостајао три секунде иза Михаела, а био је испред Ралфа Шумахера. Вилнев је дошао до 18 мјеста, након што је обишао Физикелу и Зонту. Хајдфелд је морао да напусти трку у 22 кругу, јер се његов болид угасио након што је дошао у бокс. Два круга касније, Ирвин је са седмог мјеста отишао у бокс и вратио се на стазу на 11 мјесту.
Ралф Шумахер је отишао у бокс у 28 кругу и вратио се на стазу на седмом мјесту; Барикело је у бокс отишао круг касније, док је Хекинен отишао у 31 кругу и вратио се на стазу на друго мјесто, али се вратио на прво мјесто у следећем кругу, када је Култард отишао у бокс. Хекинен је поставио најбржи круг трке, са временом од 1:20.028 у 33 кругу, наставивши да прави предност испред Михаела Шумахера, коме се приближавао Култард. Шумахер је успио да се удаљи од Култарда, који је изгубио двије секунде, обилазећи Генеа за цијели круг. Гене је због задржавања добио казну од десет секунди. Барикело је други пут у бокс отишао у 47 кругу, Михаел и Ралф Шумахер у 50, а Култард у 51.
Хекинен је отишао у бокс у 53 кругу и на стазу се вратио на првом мјесту, након што је претходно направио предност од 20 секунди испред Михаела Шумахера. Френцен је последњи отишао у бокс у 56  кругу; на крају 57 круга, након што су сви возачи били у боксу други пут, Хекинен је био лидер, слиједили су Михаел Шумахер, Култард, Барикело, Ралф Шумахер, Френцен, Батон, Трули, Диниз, Ирвин, Сало, Вурц, Херберт, Вилнев, Верстапен, Зонта, Гене, Мазакане и Де ла Роса. Вилнев је напао Херберта за 13 мјесто, који се након тога окренуо на стази и препустио позицију. У 63 кругу, Диниз је морао да напусти трку јер му је мотор престао да ради, док је Верстапен обишао Херберта за 14 мјесто у 57 кругу. Херберт је затим морао да напусти трку у 69 кругу, због проблема са мјењачем; у 70 кругу, Мазакане је зауставио болид поред стазе и повукао се, јер је мотор престао да ради.
Трули је обишао Батона за седмо мјесто у 74 кругу, док је Батона круг касније обишао и Ирвин. Хекинен је задржао вођство до краја и остварио трећу побједу у сезони, са временом од 1'45:33.869 и просјечном брзином од 108.097 mph (173.965 km/h). Михаел Шумахер завршио је други, 7.9 секунди иза Хекинена; Култард је завршио на трећем мјесту, испред Барикела, док су у зони бодова завршили још Ралф Шумахер и Френцен. Трули је завршио први ван зоне бодова, док су топ десет комплетирали Ирвин, Батон и Сало. Вурц је завршио на 11 мјесту, круг иза Хекинена, док су два круга иза завршили Вилнев, Верстапен и Зонта; Гене је завршио три круга иза, а последњи Де ла Роса четири круга иза.

### Након трке
„Знао сам да ће старт бити круцијалан, јер је готово немогуће обилажење на овој стази. Нормално, савршен старт не дешава се више од једном годишње и након што сам га ја имао прије двије недеље у Хокенхајму, мислио сам да сам искористио своју квоту. Када сам преузео вођство, био сам комфоран у остатку трке, цијели тим је урадио фантастичан посао током цијелог викенда да би оптимизовали аутомобил. Изузетно сам срећан због побједе, а такође и због преузимања вођства у шампионату“.

Мика Хекинен након побједе.
Три првопласирана возача изашла су на подијум за церемонију и прес конференцију. Хекинен је истакао да је стартовао добро због промјена које су направљене на мотору. Потпредсједник Мерцедес бенз мотоспорта, Норберт Хауг, похвалио је његову побједу, изјавивши: „Мика је имао сјајну трку. Његова побједа је можда изгледала лака, али било је тешко остварити је и, по мом мишљењу, ово је један од најбољих возача икада“. Михаел Шумахер је изјавио да је срећан што је истакао на другом мјесту, упркос томе што није успио да достигне Хекинена, изјавивши: „Нисмо били довољно брзи да побиједимо данас. Изгубио сам на старту од Мике, али када видите какав је темпо имао током трке, у сваком случају би ме обишао касније током трке. Прилично сам срећан што сам задржао друго мјесто, јер је била тијесна борба са Дејвидом након његовог другог пит стопа“. Култард је изјавио да је имао проблема са балансом болида прије првог одласка у бокс, док је у другом дијелу изгубио вријеме иза возила Минардија: „једноставно нисам био довољно брз у првом дијелу, имао сам необичан баланс аутомобила, што је бизарно и морао сам да откријем да ли гуме имају проблем са притиском. То ме је коштало времена у првом дијелу и Михаел је могао да се удаљи. Након што су гуме примијењене, биле су много боље у другом и трећем дијелу и аутомобил је био бржи. Изгубио сам много времена иза четири возила Минардија, колико се чинило да их има. Изгледало је као да Михаел Шумахер увијек наиђе на гужву у петој кривини, а ја никад нисам добио стварно шансу за обилажење прије кривине 10. То ме је коштало времена, иако сам искрено заслужио да завршим само на трећем мјесту“.
Рубенс Барикело је за резултат кривио слаб резултат у квалификацијама, које је завршио на петом мјесту, након чега је водио борбу са Ралфом Шумахером, до одласка у бокс. Изгубио је доста времена док је обишао Ралфа и касније није могао да достигне Култарда и да се бори за подијум, о чему је изјавио: „мислим да сам шансу за бољи резултат изгубио у суботу, када се нисам квалификовао добро. Након тога било је немогуће да обиђем Ралфа и платио сам цијену. Механичари су урадили сјајан посао да изађем испред њега. Био сам превише далеко да бих ухватио остале, иако сам покушао“. Технички директор Ферарија, Рос Брон изјавио је да су имали добру стратегију у пит стопу и на трци, али да нису били довољно брзи, док је Ди Монтеземоло тражио од механичара и инжињера Ферарија да се концентришу на ротацију точкова, а такође је похвалио Хекинена за серију добрих стартова. Ралф Шумахер је био задовољан са петим мјестом; Барикело га је обишао јер је имао проблема у боксу, али је истакао да би га свакако обишао у наредном дијелу трке. Ralf Schumacher and Frentzen were pleased to finish in fifth and sixth places respectively. Физикела је морао да напусти трку због проблема са кочницама; двапут се окренуо на стази и оштетио болид, истакао је да је тим покушао да отклони проблем, али је управљање било превише тешко и морао је да се повуче.
Гене је истакао да је имао проблема у комуникацији са тимом, због којих се није склонио да га Ирвин обиђе за цијели круг и добио је казну од десет секунди, о чему је изјавио: „била је то веома тешка трка, али моји проблеми су почели кад је Ирвин покушао да ме обиђе за цијели круг. Плаве заставе су ми истакнуте превише касно, нисам знао да ли да браним позицију или да га пропустим. Питао сам тим шта да радим, али радио веза није радила добро и нисам имао никакву комуникацију са посадом у пит стопу. Онда сам добио казну од десет секунди, жао ми је Ирвина који је изгубио вријеме, али нисам тако реаговао намјерно“. Технички директор Јагуара, Гери Андерсон, био је љут на Генеа који се није склонио Ирвину, што га је коштало времена и борбе за бодове, који је изјавио: „не разумијем зашто плаве заставе нису истакнуте, јер је био план за све да виде“. Еди Ирвин је истакао да је трка у Мађарској била најбоља његова најбоља вожња, која није награђена освајањем бодова, изјавио је: „ово је вјероватно једна од најбољих трка коју сам возио без награде. Много сам се забављао тамо, био је веома забаван и добар посао. Морао сам у бокс рано јер сам имао проблема са притиском горива и онда сам морао да узмем још горива за остатак трке. Такође сам био ухваћен иза Минардија у пресудним тренуцима трке, док сам се борио за седмо мјесто“.
Након трке, Хекинен је преузео вођство у шампионату први пут у сезони, са 64 бода, испред Михаела Шумахера са 62 и Култарда са 58. Барикело је остао на четвртом мјесту са 49 бодова, испред Физикеле са 18. У конкуренцији конструктора, Макларен је преузео вођство са 112 бодова, бод испред Ферарија. Вилијамс је остао на трећем мјесту са 24 бода, испред Бенетона са 18, док је Џордан дошао на пето мјесто са 12 бодова, испред БАР–Хонде. Директор Макларена, Рон Денис, истакао је да очекује да његови возачи имају предност и на преосталих пет трка у сезони, али да ће њихово задовољство смањити шансе за успјех.

## Резултати

### Квалификације
| 1                      | 3  | Михаел Шумахер       | Ферари             | 1:17.514 | –      |
| 2                      | 2  | Дејвид Култард       | Макларен–Мерцедес  | 1:17.886 | +0.372 |
| 3                      | 1  | Мика Хекинен         | Макларен–Мерцедес  | 1:17.922 | +0.408 |
| 4                      | 9  | Ралф Шумахер         | Вилијамс–БМВ       | 1:18.321 | +0.807 |
| 5                      | 4  | Рубенс Барикело      | Ферари             | 1:18.330 | +0.816 |
| 6                      | 5  | Хајнц Харалд Френцен | Џордан–Муген Хонда | 1:18.523 | +1.009 |
| 7                      | 11 | Ђанкарло Физикела    | Бенетон–Плејлајф   | 1:18.607 | +1.093 |
| 8                      | 10 | Џенсон Батон         | Вилијамс–БМВ       | 1:18.699 | +1.185 |
| 9                      | 17 | Мика Сало            | Заубер–Петронас    | 1:18.748 | +1.234 |
| 10                     | 7  | Еди Ирвин            | Јагуар–Косворт     | 1:19.008 | +1.494 |
| 11                     | 12 | Александер Вурц      | Бенетон–Плејлајф   | 1:19.259 | +1.745 |
| 12                     | 6  | Јарно Трули          | Џордан–Муген Хонда | 1:19.266 | +1.752 |
| 13                     | 16 | Педро Диниз          | Заубер–Петронас    | 1:19.451 | +1.937 |
| 14                     | 14 | Жан Алеси            | Прост–Пежо         | 1:19.626 | +2.112 |
| 15                     | 18 | Педро де ла Роса     | Ароу–Супертек      | 1:19.897 | +2.383 |
| 16                     | 22 | Жак Вилнев           | БАР–Хонда          | 1:19.937 | +2.423 |
| 17                     | 8  | Џони Херберт         | Јагуар–Косворт     | 1:19.956 | +2.442 |
| 18                     | 23 | Рикардо Зонта        | БАР–Хонда          | 1:20.272 | +2.758 |
| 19                     | 15 | Ник Хајдфелд         | Прост–Пежо         | 1:20.481 | +2.967 |
| 20                     | 19 | Јос Верстапен        | Ароу–Супертек      | 1:20.609 | +3.095 |
| 21                     | 20 | Марк Гене            | Минарди–Фондметал  | 1:20.654 | +3.140 |
| 22                     | 21 | Гастон Мазакане      | Минарди–Фондметал  | 1:20.905 | +3.391 |
| 107% времена: 1:22.940 |    |                      |                    |          |        |
| Извор:                 |    |                      |                    |          |        |

### Трка
| Поз    | Бр | Возач                | Конструктор        | Кругови | Вријеме/Повукао се | Старт | Бодови |
| ------ | -- | -------------------- | ------------------ | ------- | ------------------ | ----- | ------ |
| 1      | 1  | Мика Хекинен         | Макларен–Мерцедес  | 77      | 1:45:33.869        | 3     | 10     |
| 2      | 3  | Михаел Шумахер       | Ферари             | 77      | + 7.917            | 1     | 6      |
| 3      | 2  | Дејвид Култард       | Макларен–Мерцедес  | 77      | + 8.455            | 2     | 4      |
| 4      | 4  | Рубенс Барикело      | Ферари             | 77      | + 44.157           | 5     | 3      |
| 5      | 9  | Ралф Шумахер         | Вилијамс–БМВ       | 77      | + 50.437           | 4     | 2'     |
| 6      | 5  | Хајнц Харалд Френцен | Џордан–Муген Хонда | 77      | + 1:08.099         | 6     | 1      |
| 7      | 6  | Јарно Трули          | Џордан–Муген Хонда | 76      | + 1 круг           | 12    |        |
| 8      | 7  | Еди Ирвин            | Јагуар–Косворт     | 76      | + 1 круг           | 10    |        |
| 9      | 10 | Џенсон Батон         | Вилијамс–БМВ       | 76      | + 1 круг           | 8     |        |
| 10     | 17 | Мика Сало            | Заубер–Петронас    | 76      | + 1 круг           | 9     |        |
| 11     | 12 | Александер Вурц      | Бенетон–Плејлајф   | 76      | + 1 круг           | 11    |        |
| 12     | 22 | Жак Вилнев           | БАР–Хонда          | 75      | + 2 круга          | 16    |        |
| 13     | 19 | Јос Верстапен        | Ароу–Супертек      | 75      | + 2 круга          | 20    |        |
| 14     | 23 | Рикардо Зонта        | БАР–Хонда          | 75      | + 2 круга          | 18    |        |
| 15     | 20 | Марк Гене            | Минарди–Фондметал  | 74      | + 3 круга          | 21    |        |
| 16     | 18 | Педро де ла Роса     | Ароу–Супертек      | 73      | + 4 круга          | 15    |        |
| DNF    | 21 | Гастон Мазакане      | Минарди–Фондметал  | 68      | Мјењач             | 22    |        |
| DNF    | 8  | Џони Херберт         | Јагуар–Косворт     | 67      | Мјењач             | 17    |        |
| DNF    | 16 | Педро Диниз          | [[Заубер–Петронас  | 62      | Мотор              | 13    |        |
| DNF    | 11 | Ђанкарло Физикела    | Бенетон–Плејлајф   | 31      | Кочнице            | 7     |        |
| DNF    | 15 | Ник Хајдфелд         | Прост–Пежо         | 22      | Електрика          | 19    |        |
| DNF    | 14 | Жан Алеси            | Прост–Пежо         | 11      | Суспензија         | 14    |        |
| Извор: |    |                      |                    |         |                    |       |        |

## Стање у шампионату након трке
|   | Поз | Возач             | Бодови |
| - | --- | ----------------- | ------ |
| 1 | 1   | Мика Хекинен      | 64     |
| 1 | 2   | Михаел Шумахер    | 62     |
|   | 3   | Дејвид Култард    | 58     |
|   | 4   | Рубенс Барикело   | 49     |
|   | 5   | Ђанкарло Физикела | 18     |

|   | Поз | Конструктор        | Бодови |
| - | --- | ------------------ | ------ |
| 1 | 1   | Макларен–Мерцедес  | 112    |
| 1 | 2   | Ферари             | 111    |
|   | 3   | Вилијамс–БМВ       | 24     |
|   | 4   | Бенетон–Плејлајф   | 18     |
| 1 | 5   | Џордан–Муген Хонда | 12     |

- {{small|Напомена: Приказано је само првих пет позиција у обје конкуренције.